# Hotchkiss QF de 6 libras
El Hotchkiss QF de 6 libras fue un cañón naval ligero y cañón costero de 57 mm de finales del siglo XIX, empleado por varios países y adaptado para su empleo como armamento principal del tanque Mark I en la Primera Guerra Mundial. 

## Historial de servicio

### Canadá
Estos cañones fueron empleados como cañones de vigilancia en fuertes costeros durante la Segunda Guerra Mundial, incluso en la batería de Barrett Point cerca de Prince Rupert, Columbia Británica.

### Estados Unidos

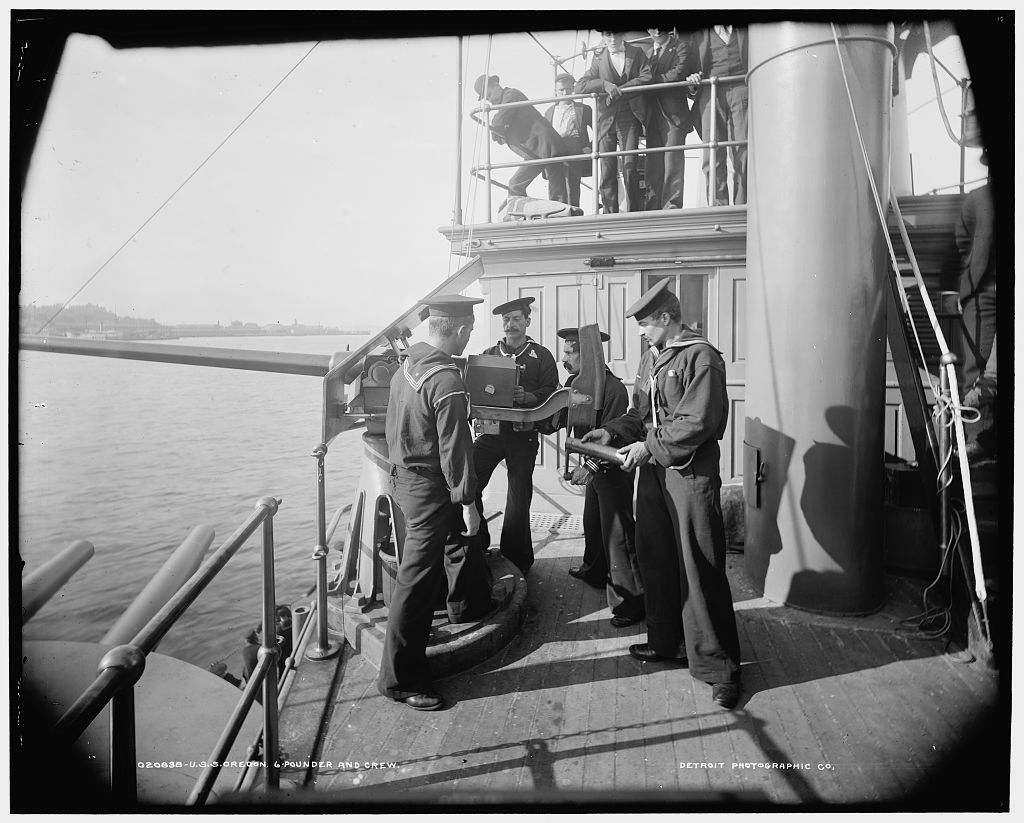
Cañón y tripulación del USS Oregon (hacia 1896-1901)

La historia de los seis libras de Hotchkiss en la Armada y en el Ejército de los Estados Unidos, llamados allí "Rapid Fire" en vez de "Quick Fire" (cañones de "Fuego Rápido" en lugar de "Disparo Rápido") es un relato complejo. Se usaron junto con el diseño de otro fabricante, el Driggs-Schroeder de seis libras, su principal rival. 
Curiosamente, una empresa de suministro naval, Cramp & Sons, tenía licencia para construir tanto el Hotchkiss como el Driggs-Schroeder y se los vendió a la Armada en paralelo. Parece que los cañones de tipo Hotchkiss adquirieron ventaja en su producción durante la primera mitad de la década de 1890, pero en 1895 los cañones Driggs-Schroeder se estaban produciendo en cantidad suficiente como para equipar a un número considerable de barcos recién encargados. Sin embargo, las compras iniciales de la Armada fueron en pequeños lotes cada año y no se alcanzó una producción masiva, como sucedería con otras armas más pequeñas. Ambos cañones, el Hotchkiss y el Driggs-Schroeder, usaban las mismas municiones y, finalmente, la Marina se aseguró de que fueran idénticas para ambos. No hay duda de que los Driggs-Schroeder predominaron en los nuevos cruceros protegidos y acorazados que se encargaron en 1895. Sin embargo, el USS Texas, un acorazado de segunda clase botado en 1895, estaba armado con una dotación mixta, con diez cañones Driggs-Schroeders y dos Hotchkiss. Por su parte, el USS Maine, un crucero blindado, iba armado exclusivamente con cañones de seis libras Driggs-Schroeder, aunque tenía una batería mixta de una libra con ambas marcas. Los buques equipados exclusivamente con cañones Drigg-Schroeder de seis libras fueron el USS Olympia, el Brooklyn, el New York y el Columbia. 
Aunque solo se sabe a partir de fotografías, parece que los acorazados USS Indiana, USS Oregon y USS Iowa montaban exclusivamente Hotchkiss de seis libras, mientras que el USS Massachusetts estaba armado con cañones Driggs-Schroeder. Las piezas de seis libras serían reemplazadas en gran parte por cañones de tres pulgadas con cañas de 50 calibres a partir de 1910.
El Ejército de los EE. UU. también usó el Hotchkiss de seis libras, conocido como "Cañón de 2,24 pulgadas" en algunas referencias de la época. Como principal defensor de las fortificaciones costeras y los puertos, el Ejército de los EE. UU. necesitaba armas más ligeras para complementar sus baterías de tierra, particularmente porque la defensa desde la costa contra la infantería era una consideración importante en la década de 1890. El Ejército, al igual que la Armada, se hallaba en una fase experimental, probando nuevas armas en una época en la que los presupuestos militares se estaban expandiendo, después de décadas de mezquindad del Congreso. Parece que el Ejército y la Armada de los EE. UU., mientras que ambos utilizaban el sistema "Mark", asignaron sus designaciones de la artillería de forma diferente. Las referencias indican que los cañones Driggs-Schroeder, fabricados por la American Ordnance Company y designados Mark II y Mark III, fueron adoptados junto con los cañones Driggs-Seabury designadas M1898 y M1900. Entre  1898 y 1901, se adquirieron un total de 97 cañones: 20 M1898, 40 M1900, 10 Mark II y 27 Mark III. Sin embargo, los 17 M1898 y los 10 Mark II fueron transferidos para su uso en el transporte naval de tropas del Ejército en la guerra hispano-estadounidense de 1898, dejando 70 cañones para su uso en tierra. Los afustes de cañones de seis libras para el ejército se llamaron M1898 y M1898 (modificados) "rampart mounts" o "parapet mounts" (con afustes para rampa o parapeto), y disponían de afustes con ruedas y accesorios que les permitían ser instalados sobre afustes de pedestal. Otras referencias presentan cifras algo diferentes. En general, se colocaron dos de estos cañones por fortificación principal, y finalmente muchos de ellas se convirtieron en cañones de salvas situados junto al asta de la bandera. Una docena se instalaron en Fort Ruger en Hawái como parte del Proyecto de Defensa Costera de 1915-1919, mientras que otros se desplegaron en Filipinas bajo esta misma iniciativa.
A diferencia de sus cañones de 8 pulgadas, el USS Olympia (C-6) conserva sus Driggs-Schroeder de 6 libras. El buque se encuentra en el Independence Seaport Museum de Philadelphia.

### Francia
A pesar de ser un cañón de fabricación francesa, el Hotchkiss QF de 6 libras no fue ampliamente utilizado por los franceses. Al igual que los británicos, que aunaron sus Hotchkiss QF de 3 libras con los de 6 libras, los franceses aunaron su cañones de 47 mm con el más potente Cañón M1891 65 mm. Este último es mencionado a veces como de 9 libras en los textos ingleses. Durante la Segunda Guerra Mundial, las corbetas Clase Flower (Aconit, Commandant Drogou, Commandant Détroyat, Commandant d`Estienne d`Orves, Mimosa, Renoncule, Roselys) en servicio con las Fuerzas navales de la Francia Libre estaban armadas con dos cañones de 6 libras.

### Irlanda
Un cañón de 6 libras fue montado en el único tanque Vickers Mk. D empleado por el Ejército Irlandés entre 1929 y 1940. Cuando el tanque fue desmantelado en 1940, el cañón de 6 libras fue quitado y empleado como cañón antitanque.

### Islandia
El cañón naval Hotchkiss de 57 mm fue empleado por la Guardia Costera islandesa y sirvió como armamento principal de la mayoría de sus navíos de patrulla entre la década de 1920 y hasta 1990, cuando fue completamente reemplazado por cañones automáticos Bofors 40 mm.

### Italia
Italia adoptó en 1886 el Hotchkiss QF de 6 libras con caña de 40 calibres para armar sus cruceros acorazados, acorazados, cruceros protegidos, lanchas torpederas y cruceros torpederos. Los italianos también adoptaron el cañón Nordenfelt de 6 libras, que para 1909 había reemplazado al Hotchkiss en servicio. Al contrario de los británicos, que reemplazaron sus cañones Nordenfelt con cañones Hotchkiss.  

### Japón
Japón adoptó en la década de 1880 el cañón naval Hotchkiss de 57 mm con caña de 40 calibres para armar sus destructores, cruceros protegidos y cruceros desprotegidos. Las versiones japonesas del Hotchkiss de 57 mm eran conocidas como cañón Yamanouchi, siendo idénticas a sus equivalentes británicos. Los buques de ambos bandos estaban armados con cañones Hotchkiss de 57 mm durante la primera guerra sino-japonesa y la guerra ruso-japonesa. Fue el armamento secundario o terciario estándar de la mayoría de destructores japoneses construidos entre 1890 y 1920, aun estando en servicio durante la guerra del Pacífico.

### Reino Unido
El Reino Unido adoptó una versión con una caña de 40 calibres (2,28 metros o 90 pulgadas) con la denominación Ordnance QF Hotchkiss 6 pounder gun Mk I y Mk II o QF 6 pounder 8 cwt. Fue fabricado bajo licencia por Armstrong Withworth en su fábrica de Elswick (Elswick Ordnance Company).

#### Empleo naval
Los Hotchkiss QF de 6 libras fueron originalmente montados a bordo de los navíos de la Royal Navy para defenderse de las nuevas lanchas torpederas (de vapor) que empezaron a ser empleadas a fines de la década de 1870.
El Mk I original de 1885 no tenía sistema de retroceso. El Mk II de 1890 introdujo un sistema de retroceso, con un par de cilindros recuperadores.
Durante la Primera Guerra Mundial, la Royal Navy necesitó más cañones y se desarrolló una versión con un solo cilindro recuperador para simplificar su fabricación, identificado como "6 pdr Single Tube". Inicialmente estos cañones solamente podían disparar proyectiles con carga propulsora reducida, pero en 1917 fueron reequipados con cilindros recuperadores A con la denominación Mk I+++, que les permitieron disparar la munición estándar de 6 libras.
Después de la Primera Guerra Mundial, el cañón fue considerado obsoleto como arma de primera línea, pero continuó siendo empleado como cañón de salva y cañón sub-calibrado de entrenamiento. De los 3.984 cañones producidos, todavía estaban disponibles 1.640 en 1939. Muchos fueron puestos de nuevo en servicio activo en la Segunda Guerra Mundial como armamento antisubmarino, defensa contra las Schnellboot, así como artillería costera. Se produjeron nuevos afustes sin retroceso Mk VI, Mk VI* y Mk VI**, con elevaciones entre -10° y +70°. Cañones equipados con los nuevos afustes fueron montados a bordo de los primeros modelos de la famosa lancha torpedera Fairmile D, lanchas Motor Launch y corbetas Clase Flower. Algunas de estas no fueron rearmadas con el moderno Mk IIA de 6 libras con cargador automático hasta fines de 1944.

#### En tanques

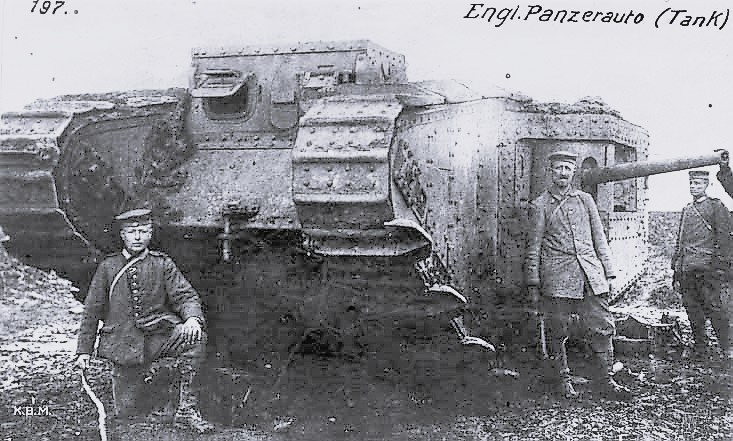
Soldados alemanes con un tanque Mark II capturado, mostrando la gran longitud de la caña del cañón (saliendo de la barbeta izquierda del tanque, a la derecha en la foto).

El Hotchkiss QF de 6 libras fue empleado para armar las versiones Macho de los primeros tanques británicos (Mark I - Mark III). En 1916, el Ejército Británico se enfrentó a la dificultad de poner a punto un nuevo tipo de arma que nunca se había empleado en combate, por lo que el cañón naval Hotchkiss de 6 libras le pareció el más adecuado para su necesidad. Un solo cañón fue montado en cada barbeta lateral, dos en cada tanque Macho (los tanques armados solo con ametralladoras eran llamados Hembra), capaces de disparar hacia adelante y a los lados.
El cañón demostró ser demasiado largo para su empleo práctico en combate montado en barbetas laterales, ya que podía entrar en contacto con el suelo u obstáculos cuando el tanque avanzaba sobre terreno irregular. Los británicos prefirieron acortar la caña del cañón antes que cambiar su ubicación, reemplazándolo en 1917 por el más corto Hotchkiss QF de 6 libras 6 cwt en el Mark IV.

#### Cañón antiaéreo
Como el Reino Unido no tenía ningún cañón antiaéreo al inicio de la Primera Guerra Mundial, unos 72 cañones Hotchkiss QF de 6 libras fueron montados sobre afustes de pedestal con gran ángulo de inclinación en edificios clave del Reino Unido para defensa antiaérea cercana hacia 1916. Estos ya no aparecen listados en servicio para este papel al final de la guerra, probablemente porque los bombardeos alemanes eran efectuados desde altitudes que estaban más allá del alcance del cañón.

#### Municiones británicas

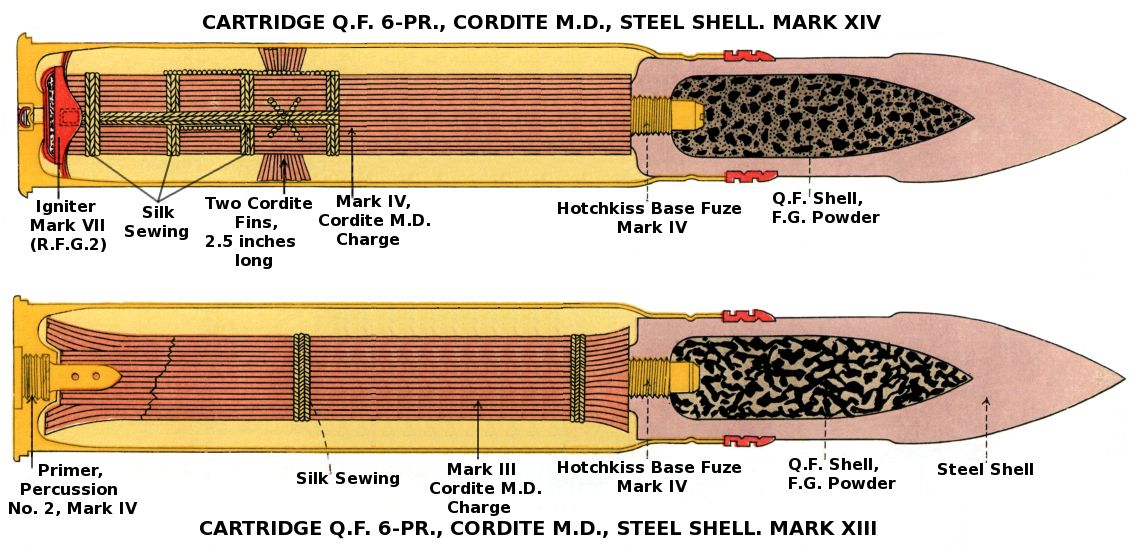
Proyectiles Steel Shell Mk XIV y XIII con ojiva Mk V, 1914.
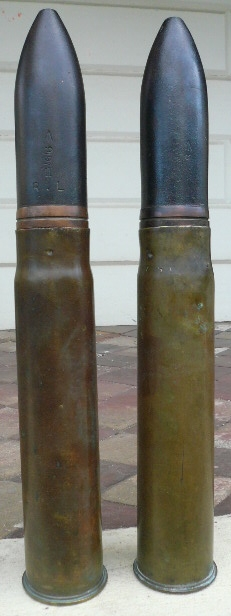
Proyectiles Common shell con ojiva with Mk II, 1891.
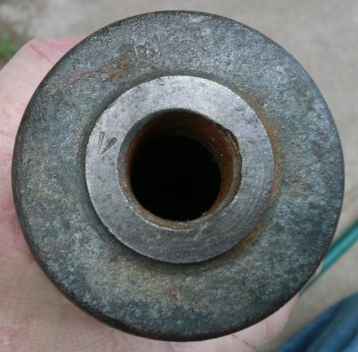
Base de una ojiva Mk II, mostrando el brocal de la espoleta.
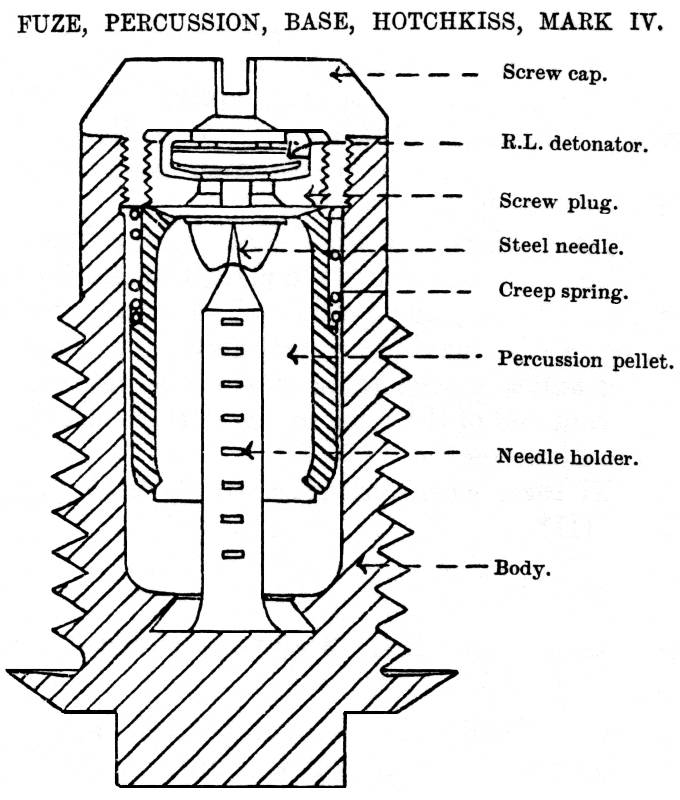
Espoleta de percusión Mk IV.

### Rusia

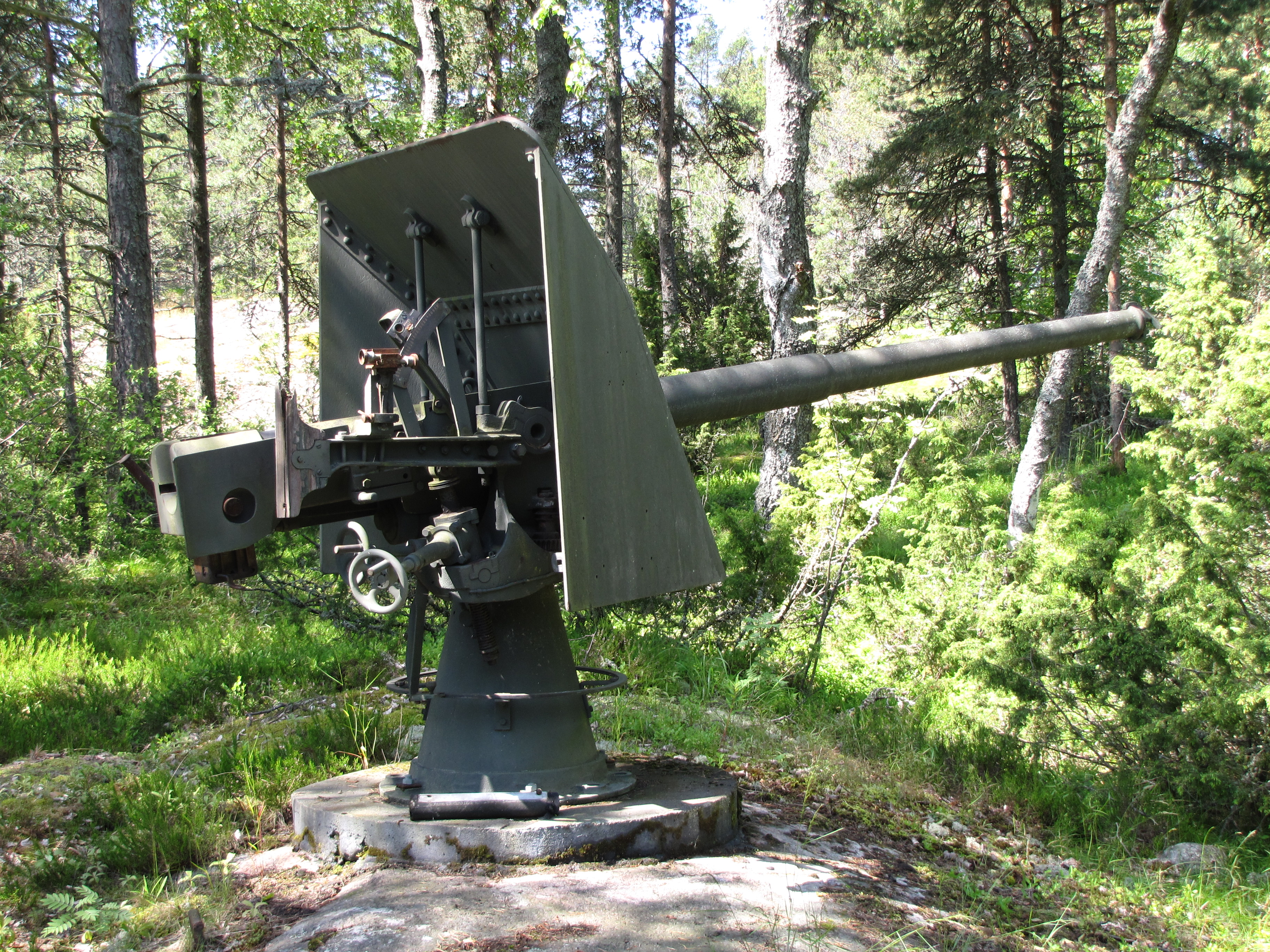
Versión rusa con caña de 58 calibres de longitud en la isla Kuivasaari, Finlandia.

La Armada Imperial Rusa compró a partir de 1904 cañones franceses con cañas de 40 calibres de longitud, para reemplazar sus cañones de 47 mm (3 libras) y 37 mm (1 libra) como armamento antitorpederos. Además de los cañones con cañas de 40 calibres, también se produjeron bajo licencia cañones con cañas de 50 y 58 calibres en la Fábrica estatal Obukhov. Estos fueron instalados a bordo de cruceros torpederos y submarinos construidos desde 1905 hasta 1917. Entre 1909 y 1910, la mayoría de buques de guerra de superficie empezaron a reemplazar sus cañones de 57 mm con cañones Modelo 1892 75 mm y Modelo 1911 102 mm después que la experiencia en combate durante la guerra ruso-japonesa demostró que los cañones de 57 mm eran igual de ineficaces que los de 47 mm y 37 mm a los que habían reemplazado. Entre 1911 y 1912, varios cañones fueron transferidos al Ejército Imperial Ruso para emplearlos como artillería costera, después siendo convertidos en cañones antiaéreos en 1914. Además de los cañones Hotchkiss, también habían cañones Nordenfelt que eran empleados como piezas de telemetría en los emplazamientos de artillería costera. Finlandia, estado sucesor del Imperio ruso, heredó una cantidad de cañones de 57 mm y los empleó durante la Guerra de invierno y la Segunda Guerra Mundial como artillería costera.

## Usuarios
- Francia
- Dinamarca
- Estados Unidos
- Irlanda
- Islandia
- Japón
- Paraguay
- Reino Unido
- Rusia

## Ejemplares sobrevivientes
- Un modelo ruso con caña de 58 calibres en la isla Kuivasaari, Finlandia.
- Un modelo con caña de 45 calibres fabricado por Bridgeport, isla Kuivasaari, Finlandia.
- 15 ejemplares británicos en el Comando de Infantería de Marina del Paraguay como resguardo de la entrada de la Bahía de Asunción, se usan para salvas.
- 2 piezas británicas en el Museo de la Dirección de Material Bélico en Paraguay.